# Friedrich Orter

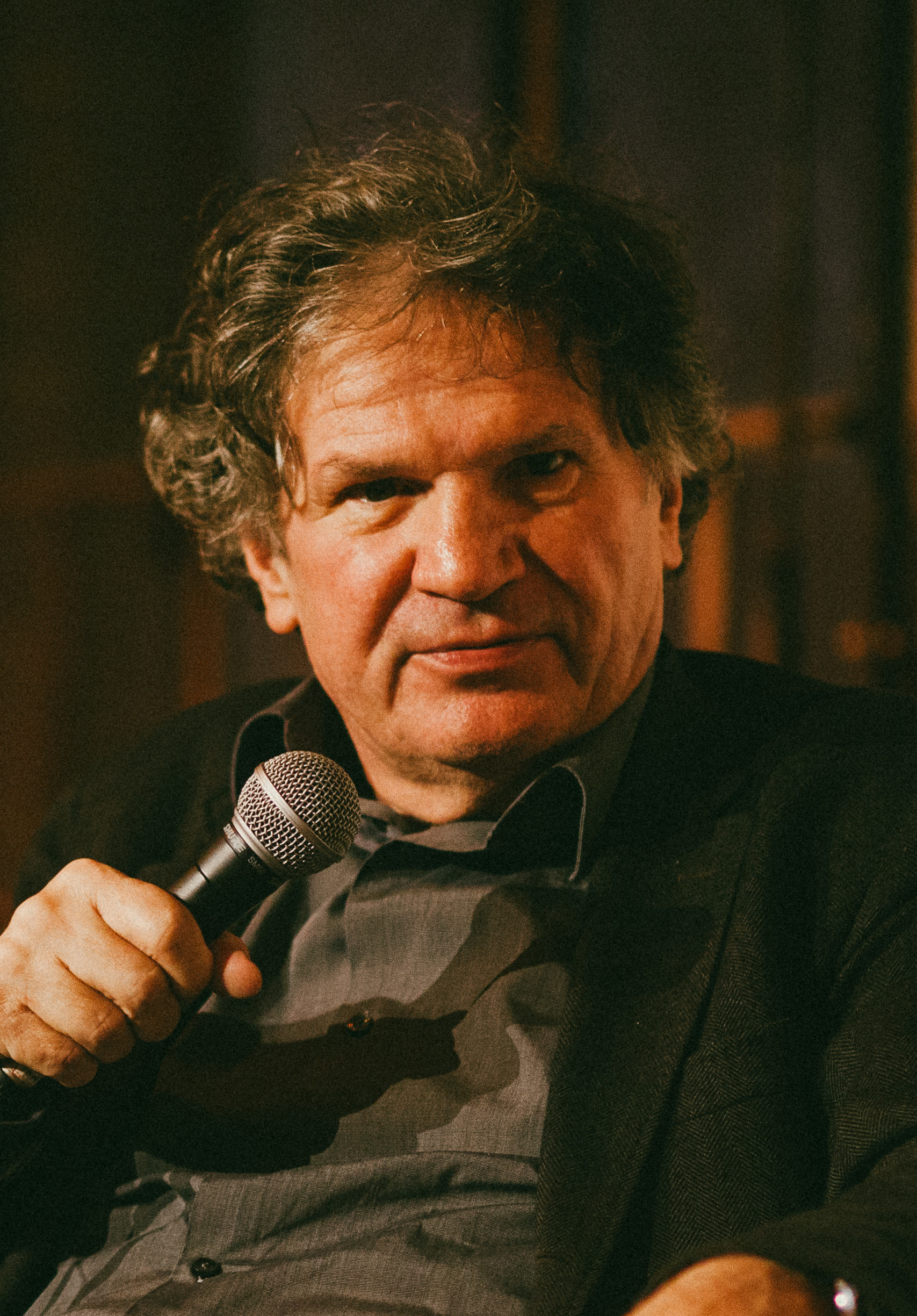
Friedrich Orter

Friedrich „Fritz“ Orter (* 10. Juli 1949 in Sankt Georgen im Lavanttal) ist ein österreichischer Journalist und Autor.

## Leben
Friedrich Orter studierte in Wien Slawistik, Geschichtswissenschaft, Germanistik und Philosophie. 1975 promovierte er zum Doktor der Philosophie mit einer Dissertation zum Thema „Die österreichischen Konsuln in Serbien 1836–1842“.
Sein Studium machte Friedrich Orter mit dem Ziel Mittelschullehrer zu werden. Während des Probejahrs als Lehrer merkte er, dass in diesem Beruf nicht seine Interessen liegen. 1975 begann Orter beim  Österreichischen Rundfunk (ORF) zunächst für den Auslandsrundfunk Radio Österreich International (Kurzwelle) zu arbeiten. 1980, mit dem Hintergrund seines Slawistikstudiums, kam er zur neu gegründeten ORF-Osteuroparedaktion unter Paul Lendvai und Barbara Coudenhove-Kalergi. Seinen ersten Auslandseinsatz hatte er Anfang der 1980er Jahre in Polen, von wo er über Lech Wałęsa und die Solidarność berichtete. Die Tätigkeit als Sonderberichterstatter in Krisengebieten begründete er, als er 1989 von der Revolution in Rumänien berichtete.
Ab 1991 berichtete er regelmäßig von den dramatischen Ereignissen im ehemaligen Jugoslawien. Von dort wurde er im September 1991 aus Sicherheitsgründen von seinem Arbeitgeber abgezogen, als der serbisch-jugoslawische General Milan Aksentijevic ihn auf einer Pressekonferenz der Inszenierung von Kampfhandlungen zwecks Manipulation der österreichischen Öffentlichkeit gegen die Serben bezichtigte. Danach erhielt er selbst in Österreich Morddrohungen von Mitgliedern ideologisch unterwanderter, sogenannter jugoslawischer Kulturvereine.
In den folgenden Jahren berichtete Orter für den ORF auch aus allen Krisengebieten des Nahen und Mittleren Ostens, beispielsweise vom Krieg in Afghanistan, dem Irak-Krieg und vom Bürgerkrieg in Syrien.
Nach einem letzten Auslandseinsatz in Syrien, von wo er am 21. September 2012 zurückgekehrt ist und am selben Abend in der ZIB 2 berichtet hat, trat Orter mit Ende des Monats in den Ruhestand über. Insgesamt berichtete er für den ORF nach Eigenangabe aus über 14 Kriegen.
Am 29. September 2012 um 00:25 Uhr verabschiedete er sich mit einem sechsminütigen Gespräch mit Matthias Euba in der Nachrichtensendung ZIB 24 von seinem TV-Publikum.

### Selbstverständnis als Reporter
Die Bezeichnung Kriegsberichterstatter lehnt Orter ab, da man so z. B. die Propagandaberichterstatter des Ersten und Zweiten Weltkriegs oder die zu Beginn des Irak-Krieges bei den US-Streitkräften „embedded journalists“ bezeichnet hatte. Sein Selbstverständnis ist daher nicht Kriegsberichterstatter zu sein, sondern ein „Friedensreporter“. Am 29. September 2012 meinte er:

„Die Triebfeder ist die, die jeden guten Journalisten, glaube ich, auszeichnet, der seinen Job ernst nimmt: Das ist die Ehrlichkeit, das ist der Mut und das ist das Wissen. […] Mein bescheidener Beitrag bestand darin, über das Elend jener zu berichten, die von diesen Kriegsherren betroffen sind, d.h. Zivilisten […] Unsere Leistung würde ich, glaube ich, auch künftig darin bestehen, als Journalist den Mediator zu spielen, um solche Katastrophen zu verhindern. […] Ein Journalistenleben endet mit seinem eigenen letzten Seufzer.“

### Fremdeinschätzung
Am Klappentext seines Buches Verrückte Welt (2005) findet sich ein Kommentar der Kronen Zeitung:

„Der Krieg hat viele Gesichter. Eines davon – und das ist wörtlich gemeint – ist jenes des ORF-Korrespondenten Friedrich Orter. Sein Gesicht erzählt oft mehr als unzählige Berichte.“

Eine Einschätzung in der Zeitung Die Presse von 2009:

„Der vermutlich beste Reporter des ORF […] bei Orter steht und stand stets das Bemühen im Vordergrund, dem Publikum das Geschehen fast physisch greifbar zu machen. Und dennoch verliert er nicht die größeren Zusammenhänge.“

## Privat
Friedrich Orter war mit Roswitha Orter (am 14. September 2011 an Krebs verstorben) verheiratet und hat eine Tochter (Katja Orter). Im September 2012 gab er am Ende einer Berichterstattung über den Bürgerkrieg in Syrien in der ZIB 2 bekannt, dass es für ihn – ein Jahr nach dem Tod seiner Ehefrau – an der Zeit sei im 64. Lebensjahr mit seinen Einsätzen aufzuhören, da ihm die Kraft weiterzumachen fehle.
„Zuflucht aus der rauhen Realität“ findet Orter nach seinen Angaben beim Wandern, Musikhören und dem Lesen von insbesondere den Klassikern der Literatur: „Ich weiß nicht, wie oft ich Krieg und Frieden gelesen habe, das ist vielleicht eine Art Psychotherapie für mich.“

## Werke
- Die österreichischen Konsuln in Serbien 1836–1842. Dissertation, Universität Wien, 1974.
- mit Walter Erdelitsch: Krieg auf dem Balkan. Pichler, Wien, 1992.
- Verrückte Welt. Augenzeuge der Weltpolitik. Ecowin, Salzburg 2005, ISBN 3-902404-15-9.
- Himmelfahrten. Höllentrips. Ecowin, Salzburg 2008, ISBN 978-3902404657.
- Ich weiß nicht, warum ich noch lebe. Ecowin, Salzburg 2014, ISBN 978-3-7110-0056-9.
- Aufwachen! Europa und die neue Weltunordnung – Eine Streitschrift. Ecowin, Salzburg 2016, ISBN 978-3-7110-0108-5.
- Der Vogelhändler von Kabul, Ecowin, Salzburg 2017, ISBN 978-3-7110-0147-4.

## Auszeichnungen
- Dr.-Karl-Renner-Publizistikpreis
- Preis des Österreichischen Roten Kreuzes
- Romy-Fernsehpreis
- 2002: OSZE-Preis für Journalismus und Demokratie
- 2005: Felix-Ermacora-Menschenrechtspreis
- 2005: Concordia-Preis für Menschenrechte
- 2006: Goldenes Buch für Verrückte Welt als beliebtestes politisches Buch des Jahres
- 2012: Journalist des Jahres – Preis für das Lebenswerk[8]
- 2020: Axel-Corti-Preis[9]